# 成田珈琲
成田珈琲株式会社（なりたこーひー、英称：Narita Coffee Co.,Ltd.）は、兵庫県姫路市北条口に本社を置く、主にコーヒーを中心とする各種食品の取り扱いをおこなう会社。

## 会社概要
関西の喫茶店を中心に多く見かける、「N&C」ブランドのコーヒーで知られる。営業地域は西播磨を中心としているため、関西ローカル企業ではあるものの、レギュラーコーヒーの雄として知られるUCC上島珈琲と並び、関西では高い知名度を誇る。
その他、レギュラーコーヒー周辺の各種製品、各種調味料等の喫茶店向けの製品の取り扱いと開店時のサポートをおこなうと共に、近年では喫茶店の廃業が相次ぐ昨今、自社で2006年から神戸などの各都市に「キャプテンテリー・コーヒースタジアム」を関西中心に展開している。